# Anand Tucker
Anand Tucker (Bangkok, 24 de junio de 1963) es un director de cine y productor con base en Londres. Comenzó su carrera dirigiendo programas de televisión y anuncios comerciales. Es copropietario de la empresa de producción Archer Street. Fue programado para dirigir la trilogía La materia oscura de Philip Pullman, pero en mayo del 2006, fue substituido por Chris Weitz.
Tucker nació en Tailandia, de padre indio y madre alemana, se mudó al Reino Unido a la edad de 18 años. Tiene un hijo con su pareja, la directora Sharon Maguire.

## Películas dirigidas
- Saint-Ex (1996)
- Hilary y Jackie (1998)
- Shopgirl (2005)
- And When Did You Last See Your Father? (2007)
- Red Riding: 1983 (2009)
- Leap Year (2010)
- The Critic (2023)